# هو ستيفنز
هو ستيفنز (بالإنجليزية: Huw Stephens)‏ هو مقدم برامج إذاعية بريطاني، ولد في 25 مايو 1981 في كارديف في المملكة المتحدة.